# Ґризери

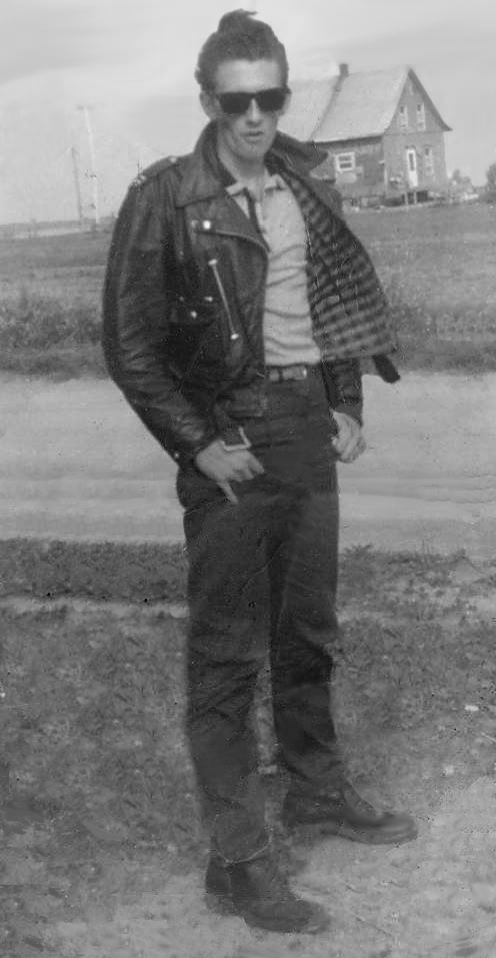
Північноамериканський ґризер з Квебеку, Канада, близько 1960 рік.

Ґризери (англ. Greasers, від англ. grease — бріолін) — молодіжна субкультура, що виникла в 1950-х і на початку 1960-х років серед підлітків і молодих людей переважно з робітничого класу та нижчих класів у США і Канаді. Субкультура залишалася помітною до середини 1960-х років і була особливо поширена серед певних етнічних груп у міських районах, зокрема, серед американців італійського походження та іспаномовних американців.

## Історія

### Витоки субкультури та зростання популярності
Субкультура ґризерів, ймовірно, виникла наприкінці 1940-х років у США серед мотоклубів та вуличних банд після Другої світової війни, ставши більш помітною у 1950-х роках. Її сприйняла переважно міська молодь з робітничого класу та етнічних груп, які відчували розчарування в американській культурі. Це розчарування було викликане або обмеженими економічними можливостями, незважаючи на післявоєнний бум, або маргіналізацією в 1950-х роках, що підштовхувала до конформізму. Ґризерами були переважно молоді чоловіки, часто зацікавлені в перегонових автомобілях чи мотоциклах. Деякі підлітки з середнього класу також були залучені до бунтарського настрою субкультури.
Субкультура мала слабку організаційну структуру, оскільки ґризери, переважно з робітничого класу, мали обмежені фінансові можливості для повного залучення до американського споживацтва. На відміну від байкерів, ґризери не мали спеціальних клубів чи журналів, пристосованих до їхніх інтересів, а їхній вибір одягу був радше втіленням естетики робітничого класу, аніж ідентифікацією з групою. Хоча деякі з них були членами мотоклубів або вуличних банд, це не було визначальною рисою для всієї субкультури.
За етнічною приналежністю ґризери були переважно італійськими американцями на північному сході та мексиканськими американцями (чиканос) на південному заході. Термін «мастильник» став означати міську, етнічну маскулінність нижчого класу, іноді розмиваючи расові межі між італоамериканцями та пуерториканцями у Нью-Йорку 1950-х та 1960-х років. Ґризерів часто вважали порушниками спокою, вони мали репутацію ґвалтівників.

### Занепад і сучасні втілення
Хоча телевізійне шоу «Американська естрада» допомогло пом'якшити негативний імідж ґризерів у 1960-х і 1970-х роках, сексуальна розбещеність залишилася визначальною рисою субкультури. До середини 1970-х образ ґризера став ключовим символом ностальгії за 1950-ми, сприяючи культурному відродженню тієї епохи.

## Схожі субкультури
- Тедді-бої у Великій Британії
- Стиляги в СРСР